# GE AC6000CW
Az AC6000CW 6000 hp (4500 kW) névleges teljesítményű dízel-elektromos mozdonysorozat, melyet 1995 és 2001 között gyártott a GE Transportation összesen 317 példányban. A világ legerősebb egymotoros dízelmozdonyai közé tartozik. A mozdonyt rendkívül nagy lóerőigényű, például nehéz szén- és ércvonatok vontatására tervezték. A legtöbb példányt a Union Pacific Railroad és a CSX Transportation vásárolta.

## Tervezés és gyártás
Az AC6000CW-t a két nagy mozdonygyártó, a La Grange-i Electro-Motive Division (SD90MAC) és az Erie-i GE Transportation (AC6000CW) közötti lóerőverseny csúcsán tervezték az 1990-es évek elején és közepén. Mindkét vállalat célja egy 6000 hp (4500 kW) névleges teljesítményű mozdony megépítése volt.
A GE 1994-ben a német Deutz-MWM vállalattal közösen megtervezte és megépítette a mozdony 6250 hp (4660 kW) névleges teljesítményű 7HDL motorját. Az első 7HDL motorral szerelt mozdony a GE 6000-es számú, „Green Machine” becenévre keresztelt gépe volt, amely a zöld festésről kapta a nevét. Az első sorozatgyártású modellek szintén 1995-ben készültek; a CSX Transportation 600–602 és Union Pacific Railroad 7000–7009 pályaszámú mozdonyai. Ezen mozdonyok mindegyikét 1996 végén adták át a megrendelőknek, miután a GE tesztjei befejeződtek.
A GE 106 AC6000CW-t gyártott a Union Pacific számára, azonban ezeket a régebbi, bevált 7FDL motorral szerelték, amelynek teljesítménye 4400 hp (3300 kW). Ezeket az egységeket eredetileg a 7HDL motorral kapcsolatos problémák kiküszöbölése után azzal remotorizálták volna, de az átalakításra nem került sor. A GE ezekre az egységekre AC6000CW „Convertible” típusként hivatkozik, míg a Union Pacific C6044AC vagy AC4460CW néven osztályozza őket.
Az AC6000CW gyártása 2001-ben fejeződött be. A Union Pacific C60AC, a CSX pedig CW60AC és CW60AH néven jelöli egységeit.

## Menetszolgálat
Az első AC6000CW mozdonyok különböző mechanikai problémákkal küzdöttek, amelyek közül a legsúlyosabb maga a motor volt. Jelentős rezgési problémák merültek fel, amelyeket a motor tömegének növelésével oldottak meg, hogy csökkentsék a rezonanciafrekvenciát. Ez viszont az ikerturbófeltöltőkkel okozott problémákat. Ezek a problémák arra késztették a GE-t, hogy 1998-ig elhalassza az új modell széleskörű gyártását. A szériagyártás során olyan változtatásokat alkalmaztak, mint a merevebb anyagok és a megnövelt motorfalvastagság a tömeg növelése érdekében.
A CSX Transportation számos gyárilag 16-7HDL motorral szerelt AC6000CW mozdonyba GEVO-16 motort épített, hogy megbízhatóbbá és környezetbarátabbá tegye a gépeket. Ezek az egységek 5800 hp (4300 kW) teljesítményre képesek, azonban 4600 hp (3400 kW) teljesítményre vannak visszafojtva, és CW46AH típusbesorolással ismeretesek.

### Világrekord
2001. június 21-én a BHP Billiton ausztrál bányavállalat tulajdonában lévő Mount Newman-vasút nyolc AC6000-ese együtt dolgozott, hogy felállítsa a legnehezebb és leghosszabb vonat világrekordját. A Yandi bánya és Port Hedland között 275 kilométeren keresztül összesen 99 734 tonnát és 682 kocsit szállítottak. A vonat 7,3 kilométer hosszúságú volt és 82 000 tonna vasérccel volt megpakolva.

## Üzemeltetők

### BHP Billiton
8 egység, pályaszámuk 6070-6077, 1999 júniusa és júliusa között épültek, majd Ausztráliába kerültek.
Neveik:
- 6070 - "PORT HEDLAND"
- 6071 - "CHICHESTER"
- 6072 - "HESTA"
- 6073 - "FORTESCUE"
- 6074 - "KALGAN"
- 6075 - "NEWMAN"
- 6076 - "MOUNT GOLDSWORTHY"
- 6077 - "NIMINGARRA"

### CSX Transportation
- 3 egység, pályaszámuk 600-602.
- 114 egység, pályaszámuk 603-699 & 5000-5016, 1998 októbere és 2000 áprilisa között épültek.

### Union Pacific Railroad
- 10 egység, pályaszámuk 7500-7509, 1995 novembere és 1996 decembere között épültek. A mozdonyok eredeti pályaszáma 7000-7009.
- 45 egység, pályaszámuk 7510-7554, 1998 júliusa és decembere között épültek.
- 25 egység, pályaszámuk 7555-7579, 2001 januárjában épültek.

### Union PacificConvertibles
- 70 egység, pályaszámuk 7010-7079, 1995 novembere és 1996 szeptembere között épültek.
- 36 egység, pályaszámuk 7300-7335, 1998 márciusa és májusa között épültek.

## Képek

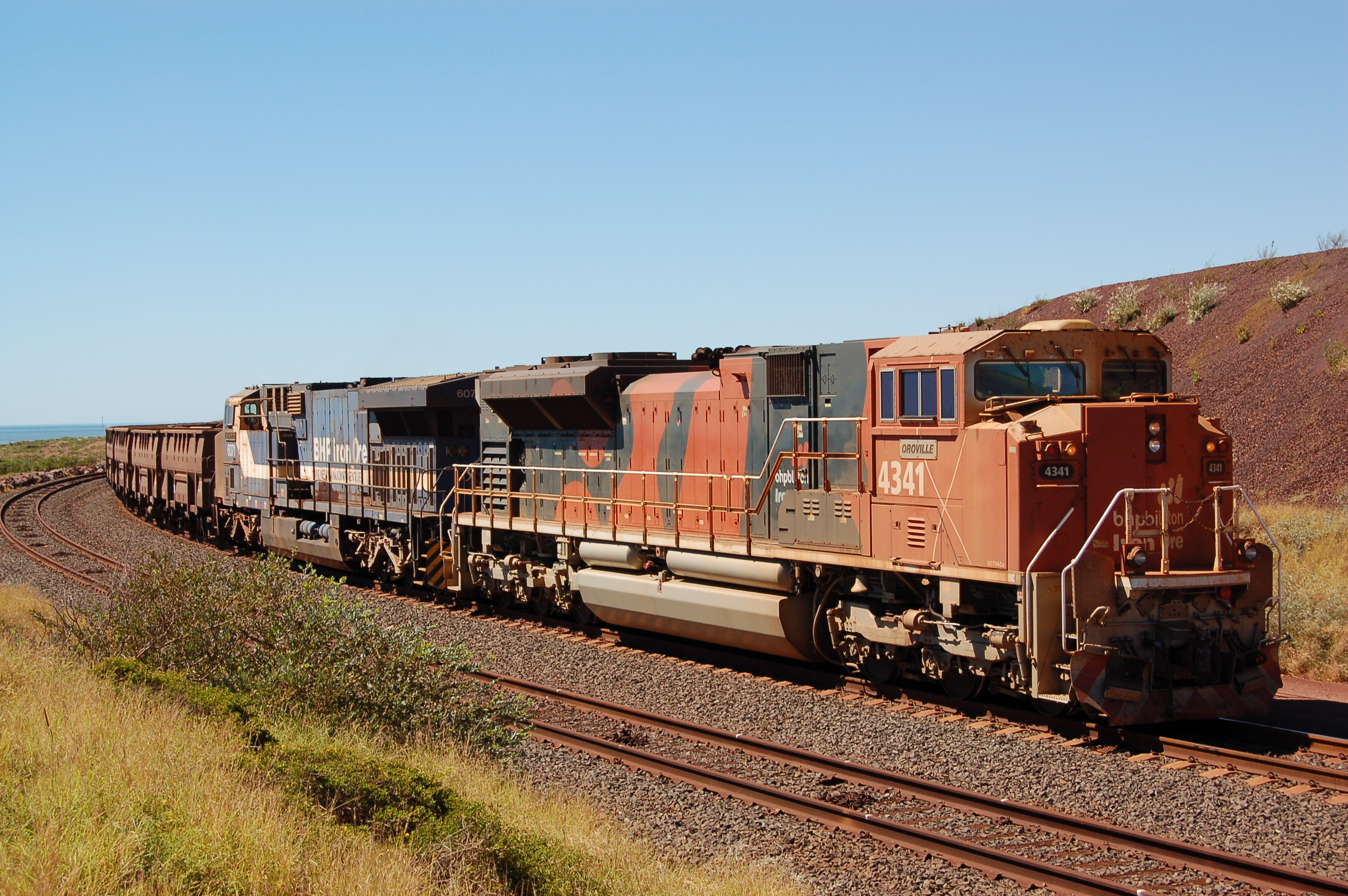
BHP Billiton mozdony
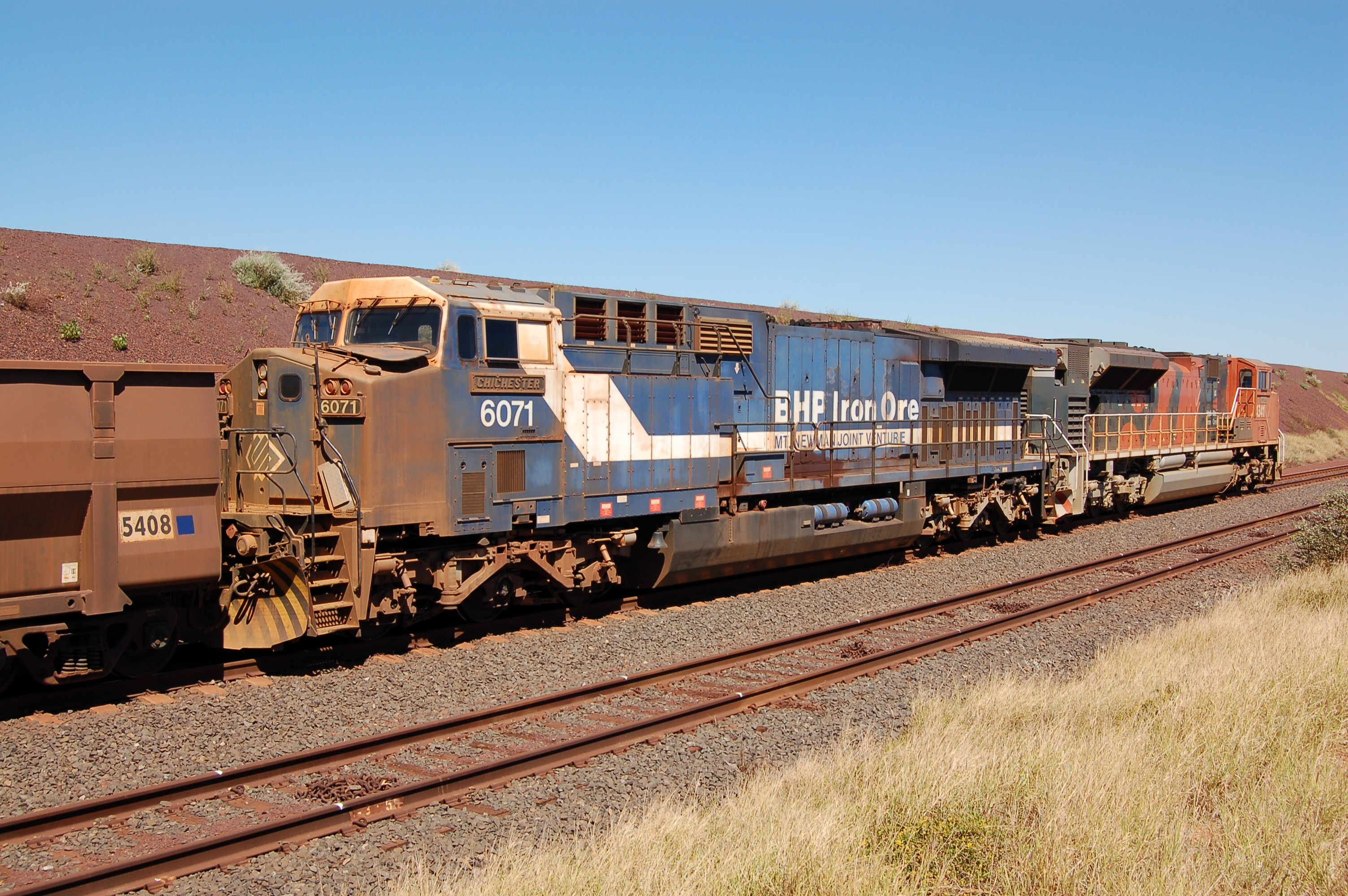
BHP Billiton mozdony
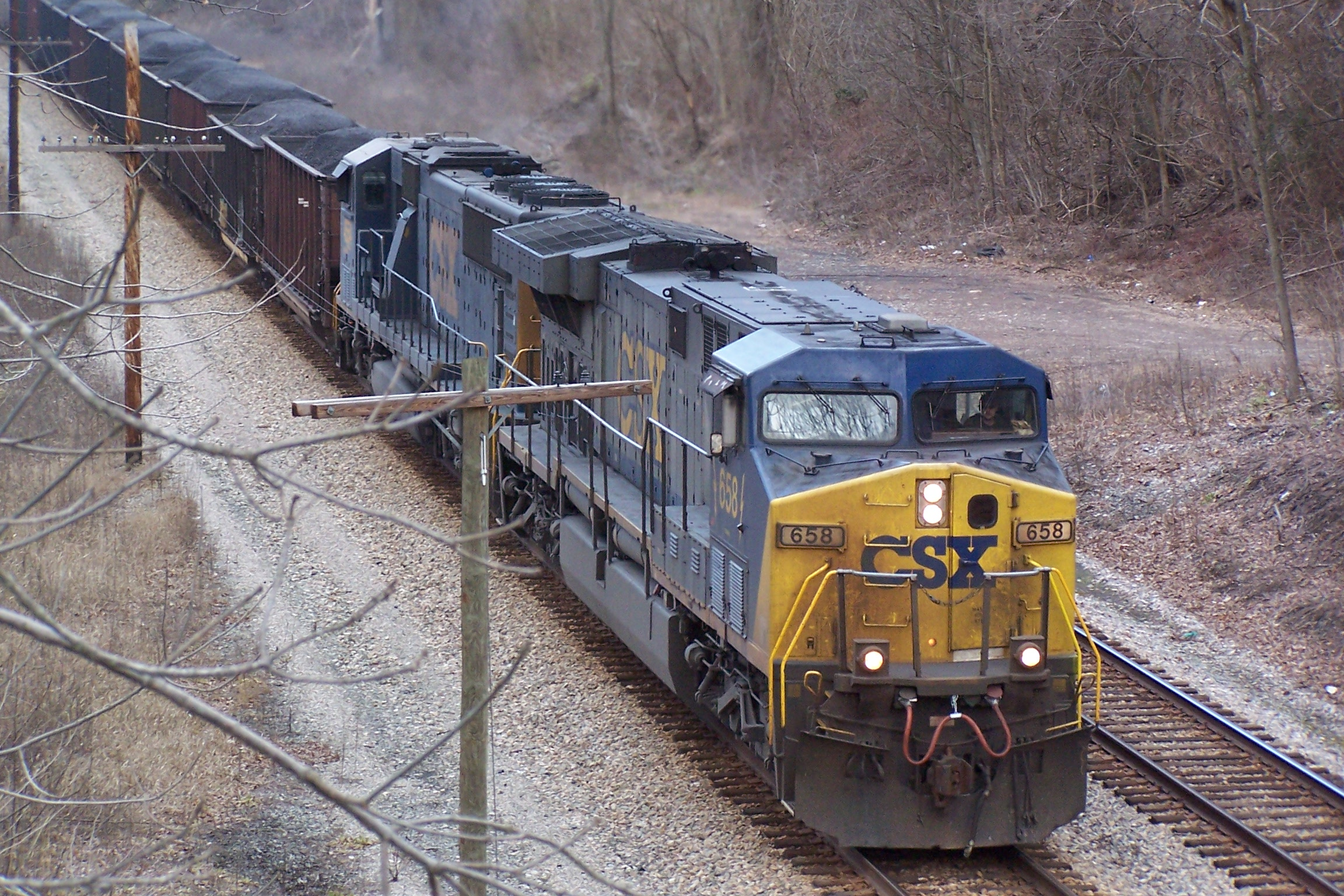
CSX Transportation mozdony
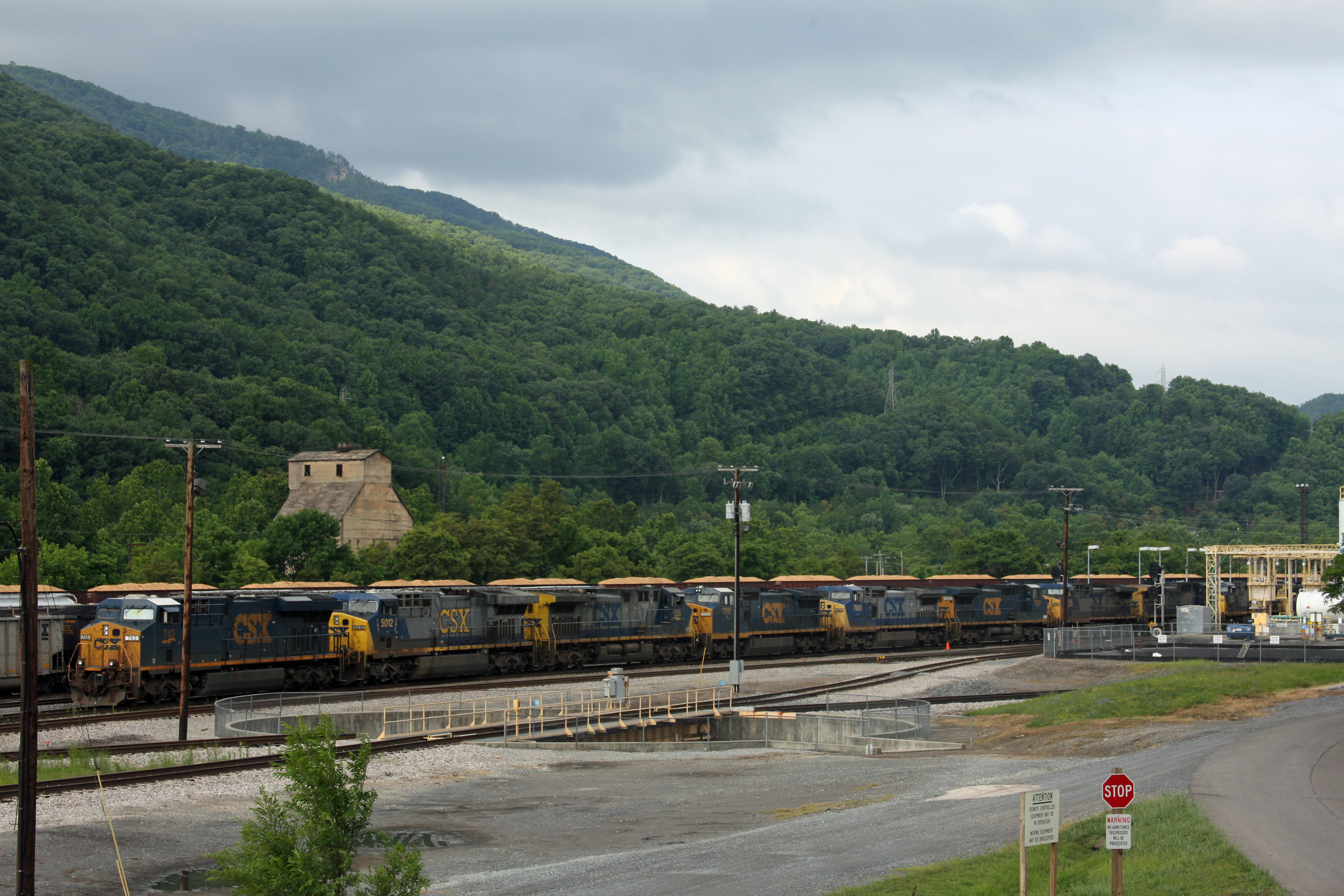
CSX Transportation mozdonyok
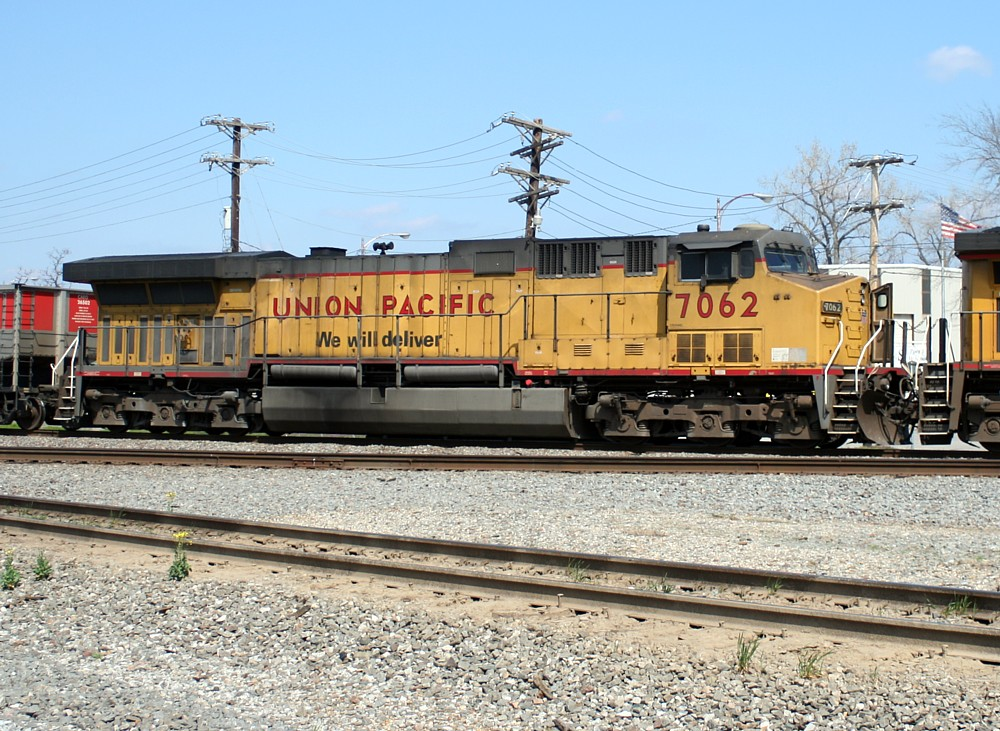
Union Pacific mozdony
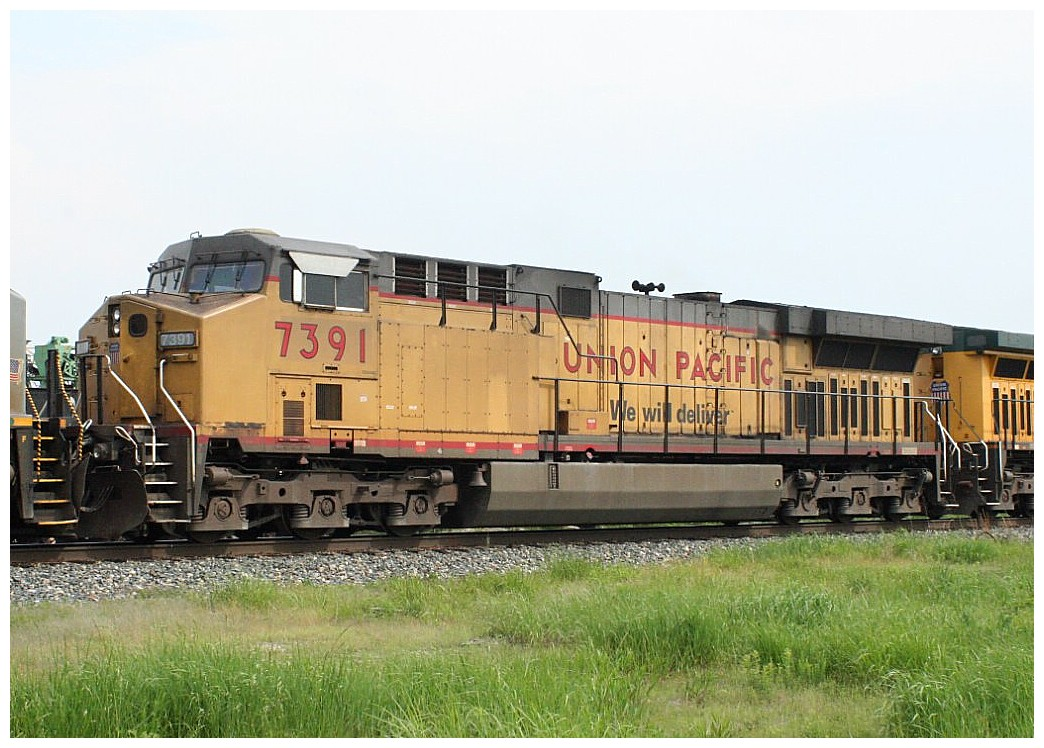
Union Pacific mozdony